# Approssimante labiodentale
L'approssimante labiodentale è una consonante, rappresentata con il simbolo [ʋ] nell'alfabeto fonetico internazionale (IPA).
Nella lingua italiana tale fono non è presente.

## Caratteristiche
La consonante approssimante labiodentale (sonora) presenta le seguenti caratteristiche:
- il suo modo di articolazione è approssimante, perché questo fono si trova al confine tra un'articolazione consonantica e una vocalica;
- il suo luogo di articolazione è labiodentale, perché nel pronunciare tale suono i denti incisivi superiori si accostano al labbro inferiore;
- è una consonante sonora, in quanto questo suono è prodotto con la vibrazione delle corde vocali.

## In Italia
In italiano questo fono può trovarsi occasionalmente al posto del fonema /r/, come una delle possibili "erre mosce" o può essere pronunciato al posto del fonema /v/ in frasi come "Voi vivevate" dove ci sono ben quattro /v/.
In Italia è presente nel dialetto salentino.

## Altre lingue

### Inglese
In lingua inglese tale fono è allofono di /r/ in alcune varietà regionali:
- red "rosso" [ʋed][senza fonte]

### Tedesco
In lingua tedesca tale fono è reso con la grafia ⟨w⟩ in alcune varietà regionali:
- was? "cosa?" [ʋas][senza fonte]

### Olandese
In lingua olandese tale fono è reso con la grafia ⟨w⟩:
- wang "guancia" [ʋɑŋ]

### Finlandese
In lingua finlandese tale fono è allofono di /v/ in molte varietà:
- vaivautuva  "fastidio" [ˈʋɑiʋɑutuʋɑ]

### Guaranì paraguaiano
Nel guaranì standardizzato dal Paraguay,  tale fono è reso con la grafia ⟨v⟩:
- ava  "lingua dell'uomo" [a.ʋa.ɲeˈʔẽ]

### Hawaiano
In lingua hawaiana tale fono è reso con la grafia ⟨w⟩:
- wikiwiki "molto veloce" [ʋitiˈʋiti]

### Sanscrito e Hindi
In lingua sanscrita e nella lingua hindi:
- वरुण "Varuṇa" [ʋəɾuɳ]